# Dieter Salevsky

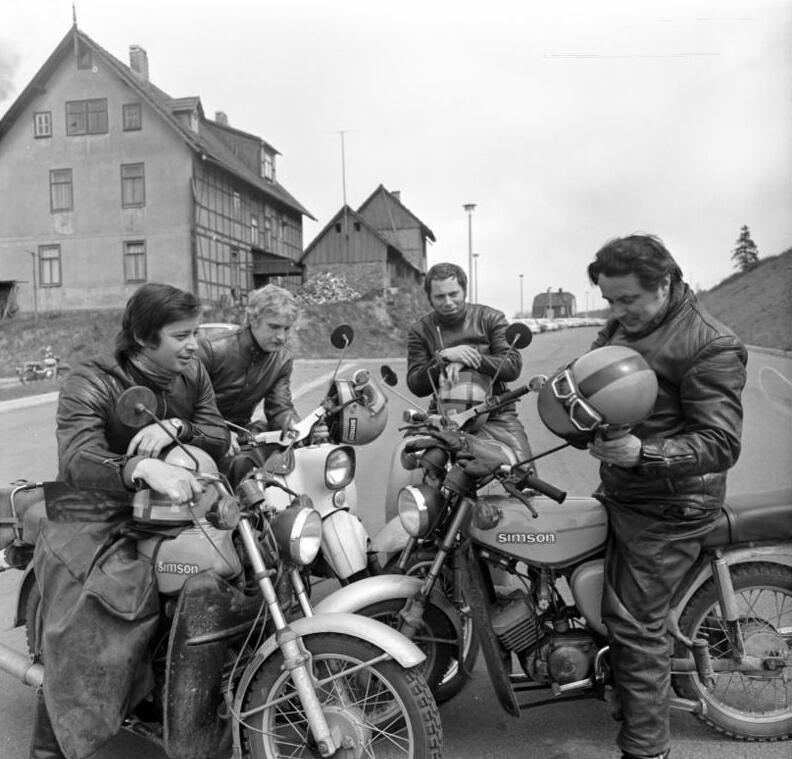
Dieter Salvesky (links) als Simson-Versuchsfahrer im Dezember 1978

Dieter Salevsky (* 2. Juli 1944 in Drebach; † 3. Oktober 2019 in Suhl) war ein deutscher Endurosportler. Er wurde 1971 Europameister im Motorradgeländesport.

## Sportlicher Werdegang
Der jüngere Bruder von Werner Salevsky begann 1962 seine sportliche Karriere im Motorrad-Geländesport. In diesem Jahr wurde er Zweiter in der 175-cm³-Klasse. 1963 bestritt er die DDR-Meisterschaft auf einer 250-cm³-MZ. Vor dem Beginn der folgenden Saison wechselte er in die Sportabteilung des Suhler Simson-Werkes und startete auf einer Maschine mit max. 49,6 Kubikzentimeter Hubraum. Beim ersten DDR-Meisterschaftslauf in Dahlen wurde Dieter Salevsky Zweiter hinter Siegfried Rauhut. 
1966 war er bei Rund um Zschopau in der kleinsten Kategorie siegreich. Seit seiner dritten Internationalen Sechstagefahrt im selben Jahr startete er bis einschließlich 1974 ständig im DDR-Silbervase-Team. 1970 belegte er zusammen mit seinen Simson-Kollegen Platz zwei bei den Six Days im spanischen El Escorial. 
Ein Jahr darauf musste er im MZ-Quartett Klaus Teuchert ersetzen und von der 100-cm³-Simson auf die 350-cm³-MZ umsatteln. Der erste kontinentale Einzel-Wettbewerb, der Europapokal 1967, begann für ihn mit dritten Plätzen recht erfolgreich. Im Jahr darauf gewann er den EM-Lauf in Zschopau und wurde am Ende Vize-Europameister der 75-cm³-Klasse. 1970 wechselte er in die 100-cm³-Klasse. 1970 gewann er den Europameisterschaftslauf „Rund um Zschopau“, zwei Wochen später auch den der ČSSR. Im Juni wurde er neuer Europameister. 
Auch in der DDR-Meisterschaft, für die seit 1968 auch die Werksfahrer wieder gewertet wurden, holte er sich nach 1969 seinen zweiten Titel. 1974 wurde er noch einmal DDR-Meister und beendete danach seine aktive Laufbahn.